# رويال رامبل (1994)

دبليو دبليو إي "بوستر"(رويال رامبل)

رويال رامبل 1994 هو الحدث السنوي السابع لمصارعة رويال رامبل المحترفة الدفع لكل عرض التي ينتجها اتحاد المصارعة العالمي (دبليو دبليو إف-سابقاً) الآن دبليو دبليو إي. حدث ذلك في 22 يناير 1994، في مركز بروفيدنس سيفيك في بروفيدنس، رود آيلاند.[بحاجة لمصدر]
تم التنافس على ست مباريات في هذا الحدث، بما في ذلك مباراة واحدة مظلمة. كان الحدث الرئيسي هو مباراة رويال رامبل، وهي معركة ملكية يدخل فيها المصارعون الحلبة على فترات منتظمة. تم اختيار ليكس لوغر وبريت هارت فائزين مشاركين بعد القضاء على بعضهما البعض في نفس الوقت. وشهدت البطاقة السفلية هزيمة يوكوزونا على أندرتيكر في مباراة النعش للاحتفاظ ببطولة دبليو دبليو إي العالمية للوزن الثقيل[بحاجة لمصدر]، وهزم الكيبيكر - بريت هارت وأوين هارت للاحتفاظ ببطولة فريق بطاقة دبليو دبليو إف وهزم رازور رامون - إيروين آر شيستر للاحتفاظ ببطولة القارات.
رويال رامبل 1994 عبارة عن وسيلة للتحايل تدفع مقابل كل عرض سنوي، يتم إنتاجها كل عام من شهر يناير من قِبل اتحاد المصارعة العالمي (دبليو دبليو إي) منذ عام 1988. وهي واحدة من العروض الترويجية الأصلية الأربعة المدفوعة مقابل المشاهدة، إلى جانب راسلمينيا وسمرسلام و سلسة سورفايفر، "أطلق عليها لاحقاً اسم "الأربعة الكبار".
تم تسميته على اسم مباراة رويال رامبل، وهي معركة ملكية معدلة يدخل فيها المشاركون على فترات زمنية وبدلاً من كل شيء يبدأ في الحلبة في نفس الوقت. تضم المباراة بشكل عام 30 مصارعاً. أرسى حدث العام السابق تقليد الفائز في الفوز بمباراة بطولة العالم في راسليمينيا. لعام 1994، حصل الفائز على مباراة في بطولة المصارعة العالمية للوزن الثقيل في راسليمينيا إكس وكان عام 1994 هو الحدث السابع في التسلسل الزمني للعبة رويال رامبل.

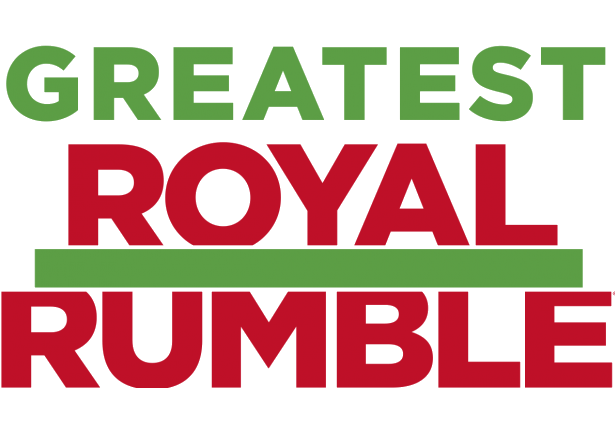
WWE Greatest Royal Rumble Logo

| الترويج                                     | الاتحاد العالمي للمصارعة                    |
| التاريخ                                     | 22 يناير 1994                               |
| المدينة                                     | بروفيدنس ، رود آيلاند                       |
| المكان                                      | مركز بروفيدنس سيفيك                         |
| الحضور                                      | 14500                                       |
| التسلسل الزمني للدفع مقابل المشاهدة         | التسلسل الزمني للدفع مقابل المشاهدة         |
| السابق ↓ التالي ↓ سلسلة سرفايفر راسلمينيا X | السابق ↓ التالي ↓ سلسلة سرفايفر راسلمينيا X |
| التسلسل الزمني لرويال رامبل                 | التسلسل الزمني لرويال رامبل                 |
| السابق ↓'1993'                              | التالي ↓'1995'                              |
| ------------------------------------------- | ------------------------------------------- |

## الوقائع
تتكون بطاقة المباريات من خمس مباريات. نتجت المباريات عن قصص مكتوبة، حيث صُور المصارعون أبطالاً أو أشراراً أو شخصيات أقل تميزاً لبناء التوتر وبلغت ذروتها في مباراة مصارعة أو سلسلة من المباريات. تم تحديد النتائج مسبقاً من قبل كُتاب دبليو دبليو إي، مع إنتاج الوقائع المنظورة في برنامجهم التلفزيوني الأسبوعي، راو.

### لودفيج بورجا وتاتانكا
كان من المفترض أن تكون أول مباراة متلفزة للدفع مقابل المشاهدة هي لودفيج بورجا ضد تاتانكا. انخرط الاثنان في عداء بدأ قبل سلسلة سورفايفر 1993. لم يهزم تاتانكا في دبليو دبليو إف منذ ظهوره الأول في عام 1991. أنهى بورغا هذه الانتصارات في إصدار 30 أكتوبر 1993 من سوبرستار (تم تسجيله في 28 سبتمبر 1993) عندما ضرب تاتانكا بكرسي فولاذي بينما كان الحكم مشغولاً. نتيجة لإصابات قصة هذا الهجوم والضرب الذي تعرض له بعد ذلك على يد بورجا و يوكوزونا، أُجبر تاتانكا على التغيب عن مباراة الحدث الرئيسية في سلسلة سرفايفر.
على الرغم من هزيمة تاتانكا على بورغا من خلال عدم الأهلية في إصدار 20 ديسمبر 1993 من راو ليلة الثنين، بقيت المرارة بين الاثنين. على الرغم من إجراء الاستبدال قبل وقت قصير من الحدث، إلا أن بيغلو و تاتانكا كان لهما أيضاً منافسة محتدمة. في عام 1993، قام بيجلو بقص شعر تاتانكا الأحمر المصبوغ باعتباره إهانة لتراثه اللومبي. واجه الاثنان بعضهما البعض كجزء من مباراة من ستة لاعبين في سومرسلام 1993، لكن العداء استمر حتى بعد فوز فريق تاتانكا.

### أوين هارت وشقيقه بريت هارت
في سرفايفر سيريس 1993، تم إقصاء أوين هارت خلال مباراة الإقصاء عندما اصطدم بشقيقه بريت هارت، الذي كان يسير على طول ساحة الحلبة، مما تسبب في فقدان أوين تركيزه وتم تثبيته من قِبل مايكلز. بعد المباراة، قاطع أوين احتفال إخوته بالفوز ليهاجم بريت. وطالب بمباراة مع بريت لتسوية الخلاف. رفض بريت، وعاد لم شمل الأخوة في عطلة عيد الميلاد. قرروا تركيز طاقتهم على أخذ لقب فريق العلامة من كيبيك. تم تعليق خطتهم مؤقتاً عندما فاز مارتي جانيتي و"كيد 1-2-3″ بالحزام، لكن فريق كيبيك فازوا بمباراة ثانية في الأسبوع التالي، مما يضمن أن هآرتس سيحصلون على لقبهم.
بدأ رازو رامون وآيرون آر شيستر (IRS) الخلاف قبل سمرسلام 1993 بسبب زاوية سخر فيها (آيرون آر شيستر وتيد تيبياسي) من رامون بشأن الخسارة أمام "كيد 1-2-3″، الوافد الجديد إلى دبليو دبليو إي. احتدم التنافس عندما قام آيرون آر شيستر. بسرقة سلاسل ذهب رامون بينما قام شون مايكلز بإلهاء رامون. بعدها وافق على تسوية الخلاف في رويال رامبل 1994 مع بطولة "رامون إنتركونتيننتال على الخط".

### يوكوزونا وأندرتيكر
بدأ التنافس بين يوكوزونا وأندرتيكر في سلسلة سورفايفر، الذي تم دفعه كوحش لا يمكن إيقافه، لم يكن قادراً على إلحاق أي ضرر جسيم بـ أندرتيكر عندما واجه الاثنان بعضهما البعض في مباراة الإقصاء. صدم يوكوزونا رأس أندرتيكر في الدرجات الفولاذية المؤدية إلى الحلبة، لكن أندرتيكر لم يصب بأذى. في وقت لاحق، استخدم يوكوزونا حركته النهائية (بانزيا دروب) على أندرتيكر. عندما حاول تكرار الخطوة، أصبح أندرتيكر أول مصارع يجلس (لم يتأثر) بعد هذه الحركة، مما فاجأ يوكوزونا ومديريه. مُنح أندرتيكر  لقطة العنوان الرئيسي في مباراة النعش. في الأسابيع التالية، تم الكشف عن خوف يوكوزونا من المواجهات. استخدم أندرتيكر هذه المعرفة لاكتساب ميزة نفسية عند دخول المباراة. في إحدى المرات، أحضر بول بيرر النعش إلى الحلبة لتخويف يوكوزونا. عندما اقترب يوكوزونا من النعش لمواجهة خوفه، خرج أندرتيكر ليخيف يوكوزونا.
أراد ليكس لوغر المشاركة في مباراة رويال رامبل، حيث كان من المقرر أن يحصل الفائز على لقب (بطولة العالم للوزن الثقيل) في راسلمينيا X. ومع ذلك، ذكر العقد الذي وقع عليه لقبه في راسلمينيا و سومرسلام 1993، أنه إذا فعل لن تتلقى مباراة العودة إذا فشل في الفوز باللقب. تم التوصل إلى حل وسط يسمح لـ لوغر بالمنافسة. تم السماح لمدير يوكوزونا، السيد فوجي، بإحضار اثنين من المصارعين، جينيشيرو تينريو و كابوكي العظيم للإضرار بفرص لوغر في الفوز.

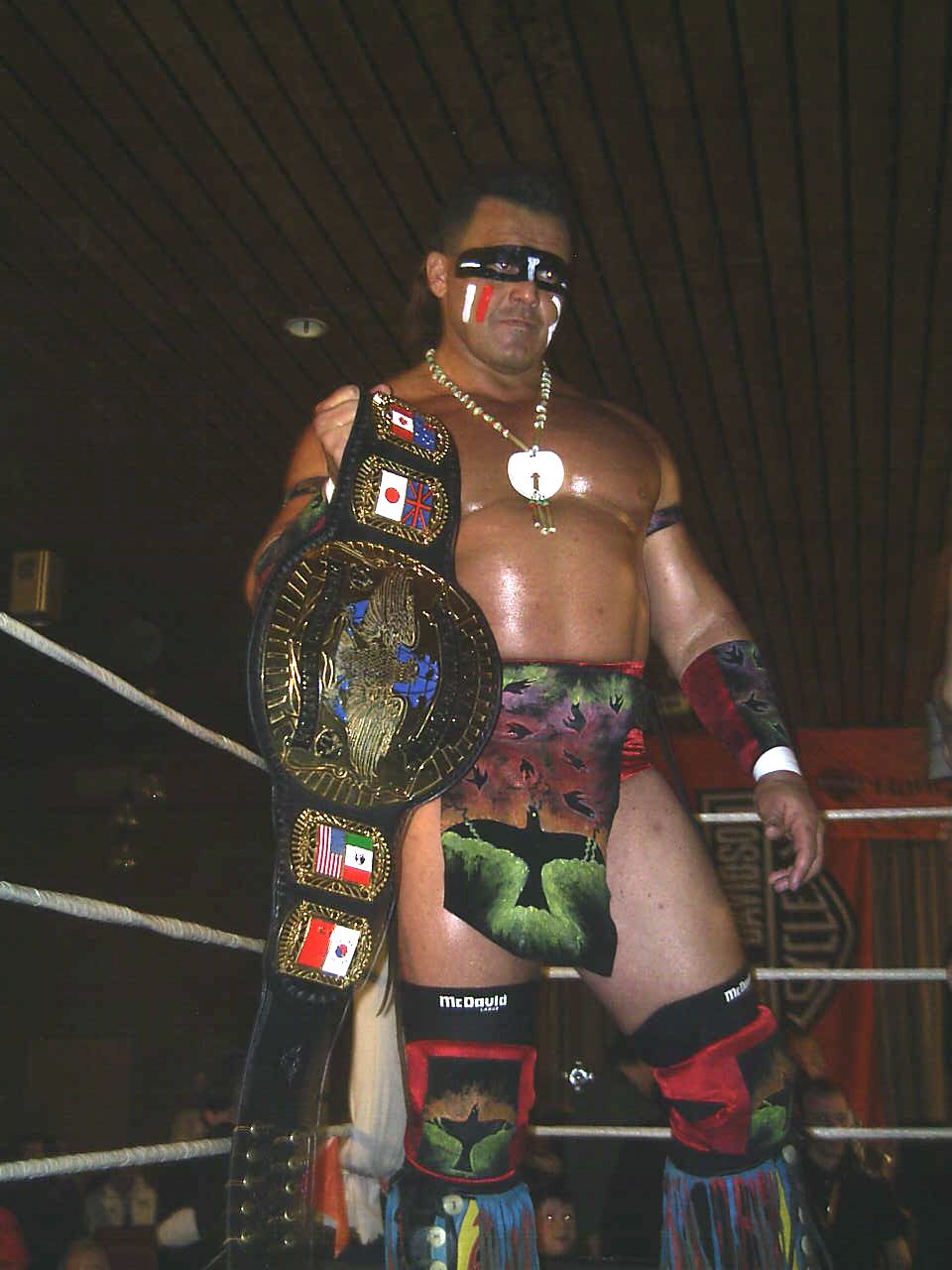
تاتانكا

## الأحداث
في مباراة مظلمة قاسية قبل البث، هزم فريق جيم بورز-فريق بروكلين براولر. استخدم بروكلين براولر حركة سترة تتأرجح ل\على الرقبة لتحقيق النصر. مع بدء بث الدفع مقابل المشاهدة، قدم فينس مكماهون تيد ديبياسي كشريك تعليق له في المساء.

### المباراة الأولى
كانت أول مباراة متلفزة بين تاتانكا وبام بام بيجلو. حاول بيجلو مهاجمة تاتانكا قبل دق الجرس، لكن تاتانكا تحرك مبتعدا. تقاتل الاثنان في مبارتين ذهاباً وإياباً، واكتسب بيجلو زخماً من الضربات بعد أن أخطأ تاتانكا ضربة عرضية من أعلى شوكة. استخدم بيجلو وزنه للحفاظ على الميزة، جالساً هادئاً على تاتانكا ثم استخدم حركة «عناق الدب» لإرهاقه. بعد أن ضرب الاثنان بعضهما البعض بأجساد وحركات متقاطعة متزامنة، بدأت تاتانكا بآداء «رقصة حرب». قام بيجلو بركل تاتانكا في مؤخرة رأسه لاستعادة الميزة لكنه أضاع محاولة قفز من الحبل العلوي، مما سمح لتاتانكا بأداء تمريرة عرضية من الزاوية والحصول على النصر.

### المباراة الثانية
(تبع هذه المباراة علامة مباراة بطولة الفريق). بدأت المباراة ببطء، لكن سرعان ما بدأ الفريقان في الشجار في الحلبة. ركز آل هارت على بيير، لكن جاك تمكن في النهاية من اللحاق به لإنقاذه. بعد أن استعاد بيير الميزة، دخل أوين وسيطر على المباراة. قام بتطبيق حركة القناص على جاك، لكن بيير كسر السيطرة. قام بريت بوضع علامة على الحلبة لكنه سقط من الحلبة وأصيب كايفابي في ركبته عندما سحب مدير كيبيك الحبال. ركز أعضاء كيبيك على ركبة بريت حتى استعاد بريت الميزة وحاول تطبيق حركة "شاربشوتر"، ومع ذلك، لم يكن قادراً على الوقوف، لذلك أوقف الحكم المباراة ومنح الفوز إلى كيبيك. بعد المباراة، صرخ أوين في بريت لأنه لم يخرج من المباراة. ثم انقلب على بريت بركله لساقه المصابة وتركه مستلقياً على الحلبة. ترك هذا المشجعين يتساءلون عما إذا كان بريت هارت سيشارك في مباراة رويال رامبل  نفسها، ثم جاءت المباراة التالية بين آيرون آر شيستر ورازور رامون في بطولة إنتركونتننتال، والتي تولى فيها جيم روس وغوريلا مونسون أدوار التعليق. بدأت المباراة بشجار بين الاثنين، وحصل رامون على الأفضلية المبكرة. في النهاية رمى شيستر - رامون فوق الحبل العلوي وهاجمه على الأرض. حافظ على السيطرة على المباراة لفترة طويلة، مع تطبيق حركات «شينلوك» العكسي أثناء استخدام الحبال الحلقية لرافعة إضافية. بعد أن هرب رامون من السيطرة، كان قادراً على أداء ضربة ساحقة على شيستر. ثم استخدم السوط الأيرلندي لرمي شيستر في الزاوية، لكن المباراة استدارت عندما كان الحكم جوي ماريلا في طريقه وكان كايفابي فاقداً للوعي. ركض شون مايكلز إلى الحلبة بحزامه العابر للقارات المزيف وضرب رامون به، وساعد شيستر في إحياء ماريلا لعد التثبيت. يبدو أنه فاز باللقب، لكن الحَكم إيرل هيبنر جاء إلى الحلبة وشرح الموقف لماريلا. عندما تم اكتشاف حزام مايكلز في الحلبة، استؤنفت المباراة. أمسك رامون ببساطة بشيستر، الذي كان يقف على الحبل الثاني للاحتفال، وقام بأداء حركة إيدج رازور للنصر.

### المباراة الثالثة
المباراة الثالثة هي مباراة كاسكيت؛ المصارع الأول الذي يضع خصمه في النعش ويغلق الغطاء سيفوز بالمباراة وبطولة (بطولة العالم للوزن الثقيل). واجه يوكوزونا صعوبة كبيرة في إلحاق أي ضرر جسيم بـ أندرتيكر، ولكن سرعان ما تم الكشف عن أن السيد فوجي قد رتب العديد من المصارعين للمشاركة نيابة عن يوكوزونا. تدخل كل من كرَش وغريت كابوكي وجينشيرو و بام بام بيغلو ، لكن أندرتيكر كان قادراً على الرد حتى سرق فوجي «جرة» أندرتيكر من باول بيرر. فتح يوكوزونا الجرة، وتصاعد الدخان. في هذه الأثناء، جاء آدم بومب، وجيف جاريت، وهيدشرينك(سامو وفاتو) وديزل إلى الحلبة لمساعدة يوكوزونا. في النهاية، تمكن يوكوزونا وحلفاؤه من التحكم في أندرتيكر، فوضعوه في النعش لإنهاء المباراة؛ أغلقوا النعش ودفعوه إلى أسفل الممر حتى بدأ الدخان يتصاعد من النعش. بعدها ظهر أندرتيكر على شاشة الفيديو في نهاية الممر، متعهداً بالعودة. تم عرض النعش وهو ينفجر على الشاشة، على الرغم من أن النعش الموجود في الساحة لم ينفجر. بعد عرض الانفجار، شوهد شخص يشبه أندرتيكر يرتفع إلى سقف مركز الحلبة.

### المباراة الرابعة
قبل بدء مباراة رويال رامبل، كشف المعلق فينس ماكمان أن رئيس دبليو دبليو إي جاك توني قد اختصر الفاصل الزمني بين المداخل من الدقيقتين التقليديين. إلى 90 ثانية بسبب ضيق الوقت. (ملاحظة: كان هذا بسبب المدة الطويلة لمباراة أندرتيكر ويوكوزونا والوقت اللازم لتحديد الفائز في مباراة رويال رامبل). كان من المفترض أن يتنافس كامالا في المباراة، ولكن تم استبداله بفيرجيل. لم يتمكن لودفيغ بورغا من المنافسة بسبب إصابة في الكاحل وتم استبداله بـ كوانغ، الوافد الجديد إلى دبليو دبليو إي. بالإضافة إلى ذلك، تم استبدال (الجديد1-2-3) بـ ثورمان، الذي كان أيضاً في بدايته. كان من المقرر أن يكون باسشين بوغر هو المشارك الخامس والعشرون، لكنه لم يظهر لأسباب غير معروفة؛ صرح فينس ماكماهون أنه لم يظهر لأنه لم «يشعر بالرضا».
بدأت مباراة رويال رامبل، وكان سكوت شتاينر وهيدشرينك(سامو) أول وثاني مشاركين. في وقت مبكر من المباراة، تعادل ديزل رقماً قياسياً في دبليو دبليو إي من خلال طرد سبعة مصارعين متتاليين. تم إقصاؤه في النهاية من قبل مجموعة من المصارعين، بينما ظل شريكه شون مايكلز بعيداً. على الرغم من أن ديزل كان يصارع كعب القدم في ذلك الوقت، إلا أن أداؤه أكسبه تصفيقاً من الجمهور.
ظهرت العديد من الخلافات الجارية خلال المباراة. تقاتل كراش وصديقه السابق، راندي سافاج، حتى قضى كراش على سافاج. كما واجه بام بام بيجلو ودوينك ذا كلاون بعضهما البعض خلال المباراة. كان دونيك قد أزعج بيغلو بسلسلة من المقالب في أواخر عام 1993، وكان من المفترض أن تتم تسوية الخلاف في سلسلة سرفايفر 1993، لكن فريق دونيك الذي خاضه بيغلو كان مجرد بوشهاكرز ورجال المهمة وهم يرتدون الملابس كمهرجين. عندما التقيا في رويال رامبل سابقاً، قضى بيغلو بسرعة على دونيك. شهدت مباراة رويال رامبل أيضاً إحياء عداء قديم بينهم.
تبادل كل من شون مايكلز ومارتي جانيتي (وهما شريكان سابقان في فريق العلامات باسم ذا روكرز)، سلسلة من اللكمات عندما دخلت جانيتي المباراة وأقصي مايكلز في النهاية جانيتي من المباراة. بسبب تعرضه للضرب من قبل أوين هارت في وقت سابق من الليل، كان هناك سؤال حول ما إذا كان بريت هارت سيظهر في المباراة. تمت الإجابة على هذا السؤال عندما ارتد بريت هارت كايفابي إلى الحلبة باعتباره اللاعب السابع والعشرون في المباراة. ذهب العديد من المصارعين للمساعدة على ركبته.

### المباراة الرئيسية
آخر أربعة مصارعين هم فاتو، وشون مايكلز، وبريت هارت، وليكس لوغر. قام الأربعة بحجم بعضهم البعض ثم قام بريت هارت بإزالة فاتو بينما اعتنى ليكس لوغر ب شون مايكلز. كان لوغر يحتضن هارت بعد أن ضرب وجهه قليلاً ثم رفعه لفترة وجيزة، لكنه لم يستطع إبقاء هارت طويلاً. ثم نقل بريت هارت نفسه ولوغر إلى الحبال الحلبة. في محاولة لدفع لوغر فوق الحبل العلوي، تمكن بريت هارت من دفع نفسه أيضاً. كِلا المصارعين تحطما على الأرض في وقت واحد مما أنهى المباراة سريعاً. جادل اثنان من الحكام حول من هبط أولاً بينما تم بث العديد من زوايا الكاميرات والتي كانت غير حاسمة. في غضون ذلك، أعلن مذيع الحلبة هوارد فينكل أن أحد المصارعين هو الفائز يليه المصارع الآخر. في النهاية، جاء رئيس دبليو دبليو إي جاك توني إلى الحلبة وأعلن بعدها هوارد فينكل أن كِلا الرجلين فائزان. ظل الموقف المتعلق باللقب الذي تم تصويره في راسلمينيا X، والذي كان من المقرر منحه للفائز، دون حل حتى الأسبوع التالي يوم «ليلة راو الإثنين».

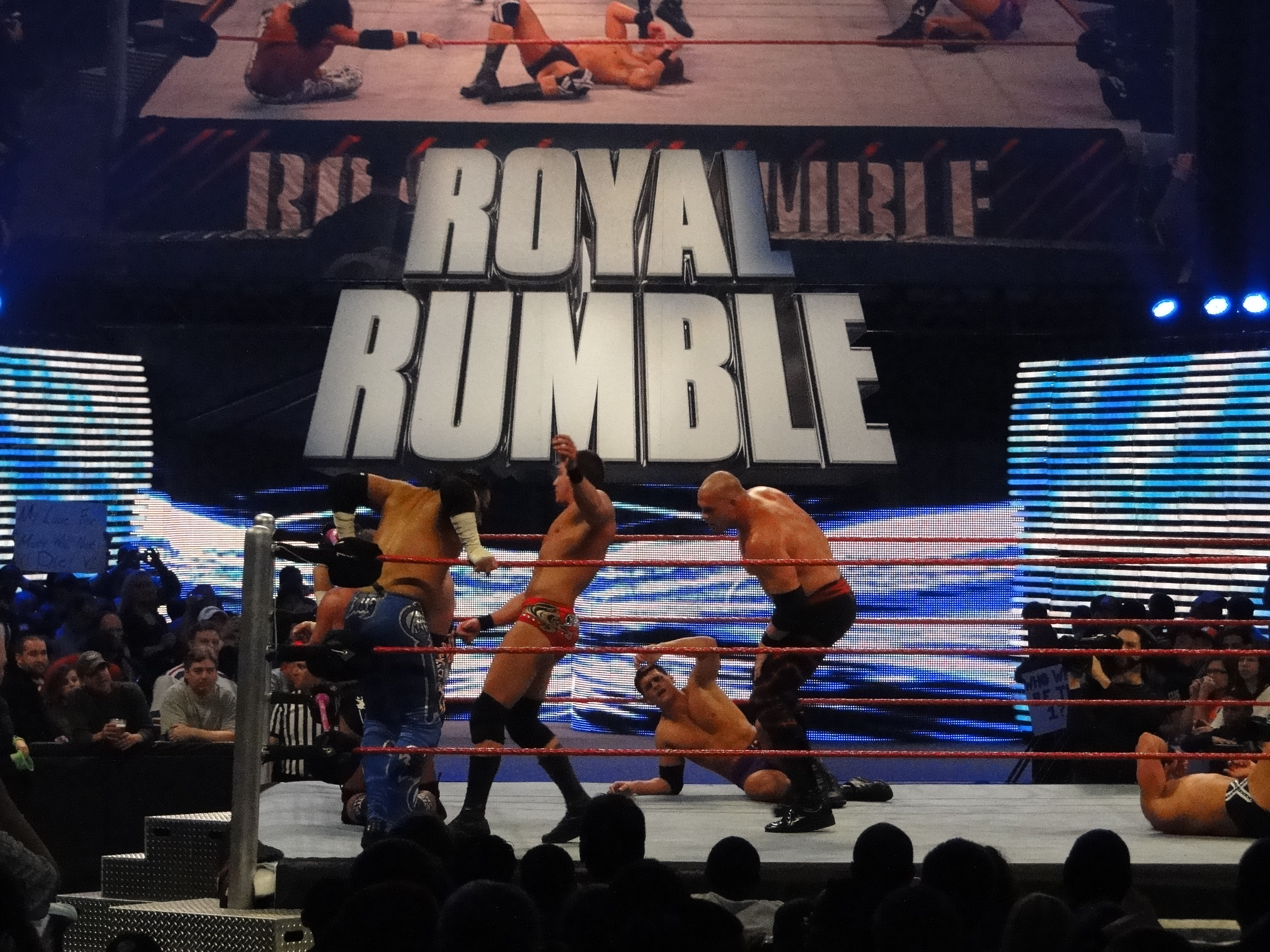
Royal Rumble Match

## ما بعد الكارثة
لم يعد لودفيغ بورغا إلى دبليو دبليو إي بعد أن شُفي كاحله، لذلك لم ينتهي عدائه مع تاتانكا. سرعان ما تم نسيان العداء بين تاتانكا وبام بام بيجلو. في صيف عام 1994، انضم كلا المصارعين إلى شركة المليون دولار في تيد ديبياسي. قام الاثنان في النهاية بتشكيل فريق بطاقة وتحدوا دون جدوى لبطولة علامة الفريق دبليو دبليو إي.

### ليلة راو الإثنين
الخلاف بين رازور رامون وآيرون آر شيستر انتهى بعد فترة وجيزة من رويال رامبل. في إصدار 31 يناير 1994 من "ليلة راو الإثنين"، قام الجديد "كيد 1-2-3″ بسرقة سلاسل رامون من "آيرون آر شيستر"، مما أدى إلى إنهاء العداء. زاد هجوم شون مايكلز على ريزور رامون العداء بين الاثنين. تمت تسوية الجدل حول الحامل الحقيقي لبطولة القارات في راسلمينياX في مباراة "القائد" مع تعليق كلا الحزامين فوق الحلبة. أنهى هذا الخلاف بين مايكلز ورامون، على الرغم من استمرار رامون في الخلاف مع صديق مايكلز - ديزل.
طالب أوين هارت بمباراة ضد بريت هارت، الأمر الذي رفضه بريت مراراً وتكراراً. كان هذا الوضع معقداً بسبب مشاركة بريت في الفوز بالرويال رامبل. قرر جاك توني أن كلا من بريت هارت وليكس لوجر سيحصلان على مباراة عنوان منفصلة في راسلمينيا X. ستحدد قرعة (العملة) من الذي سينافس في مباراة العنوان الأولى، بينما يواجه المصارع الآخر "منافسة مناسبة". فاز ليكس لوغر بمباراة "العملة" متلفزة يوم ليلة الإثنين راو ليصارع يوكوزونا أولاً، مطلوب لمصارعة أوين في المباراة الافتتاحية في ريسلمانيا. (لو خسر لوغر "العملة المعدنية، لكان واجه كراش) ربح أوين المباراة، لكن بريت خرج من راسلمينيا مع بطولة المصارعة العالمية للوزن الثقيل بعد أن أسقط يوكوزونا اللقب له. أدى هذا إلى عداء ممتد بين الاثنين الذي شهد عودة جيم نيدهارت إلى دبليو دبليو إي إلى جانب أوين وديفي بوي سميث للعودة إلى جانب بريت.

### مباراة رويال رامبل
أدت العديد من الأحداث خلال مباراة رويال رامبل إلى نزاعات ومباريات الدفع لكل عرض في وقت لاحق في عام 1994. أدى أداء ديزل في مباراة رويال رامبل إلى أن يصبح صاعداً وقادماً في ترتيب دبليو دبليو إي وأصبح بطل إنتركونتيننتال قريباً بعد راسلمينياX بمساعدة شون مايكلز. فاز الثنائي لاحقاً ببطولة دبليو دبليو إي علامة الفريق في الليلة التي سبقت سمرسلام في أغسطس. في سمرسلام، كلف مايكلز _ ديزل بطولة إنتركونتيننتال بركله عن غير قصد عندما ابتعد رازور رامون عن الطريق. أخيراً، في سلسلة سرفايفر في نوفمبر، توتر التوتر الذي لا يزال يغلي بين الصديقين عندما ضرب مايكلز - ديزل بركلة أخرى مخصصة لـ رازو خلال مباراة الإقصاء من سلسلة سرفايفر، أصبح ديزل غاضباً وطارد مايكلز، الذي هرب في سيارة وأعلن انتهاء صداقتهما وفريقه.
في هذه الأثناء، واجه كرش وراندي سافاج بعضهما البعض في مباراة «يقع أي مكان» في راسلمينياX لتسوية نزاعهما، وواجه (دونيك وصديقه القزم دينك)- (بيغلو وصديقته لونا فاشن في مباراة بطاقة مختلطة.

### غياب أندرتيكر
لم يظهر أندرتيكر في دبليو دبليو إي لعدة أشهر بعد خسارته أمام يوكوزونا. (في الواقع، تم منحه إجازة للسماح بإصابة ظهره بالشفاء). أثناء غيابه، روج دبليو دبليو إي لعودته من خلال عرض مقاطع فيديو لأشخاص ادعوا أنهم شاهدوا أندرتيكر. ادعى تيد ديبياسي أنه أعاد أندرتيكر إلى دبليو دبليو إي، لكن بول بيرر أخبره أن «أندرتيكردي بياسي» كان محتالاً. ادعى بول بيرر أنه حدد موقع أندرتيكر الحقيقي، مما أدى إلى مباراة قريبة في سمرسلام 1994 بين ديبياسي أندرتيكر (المحتال بريان لي) وأندرتيكر الأصلي بول بيرر. بعد هزيمة أندرتيكر الزائفة، انتقم بيرر أندرتيكر من يوكوزونا بفوزه بمباراة «النعش» في سلسلة سرفايفر 1994. للمساعدة في منع التدخل الخارجي، تم إحضار تشاك نوريس كحكم ضيف.

## النتائج
بروكلين براولر هزم جيم باورز في مباراة فردية
تاتانكا هزم بام بام بيغلو مع لونا فاشون في مباراة فردية
جاكويز وبيري مع جوني بولو هزموا بريت هارت ووان هارت في بطولة دبليو دبليو إي فريق العلامة الابطال
رازور رامون هزم آيروين آر شيستر في مباراة فردية بطولة إنتركونتننتال الابطال دبليو دبليو إي
يوكوزونا مع جيم كوميت ومستر فوجي  هزموا أندرتيكر مع باول بيرر في مباراة كاسكيت - بطولة العالم للوزن الثقيل   
تشارك بيتر هارت وليكس لوغر في الفوز في بطولة رويال رامبل (القضاء على بعضهم) في بطولة العالم للوزن الثقيل في مباراة راسلمينيا

## ذات صلة
الموقع الرسمي ل  رويال رامبل 1994
نتائج عالم المصارعة على الإنترنت
مراجعة رويال رامبل 1994